# Ampelocalamus melicoideus
Ampelocalamus melicoideus là một loài thực vật có hoa trong họ Hòa thảo. Loài này được (P.C.Keng) D.Z.Li & Stapleton mô tả khoa học đầu tiên năm 2005.